# Кухарчик, Михал
Ми́хал Куха́рчик (пол. Michał Kucharczyk; род. 20 марта 1991[…], Варшава) — польский футболист, нападающий клуба «Пахтакор» (Ташкент). Выступал за сборную Польши.

## Клубная карьера
Михал начал свою карьеру в клубе «Свит», выступавший в Третьем футбольном дивизионе Польши. 15 марта 2008 года провёл свой первый матч, выйдя на замену в игре с «ОКС Стомил». 12 апреля 2008 года отметился дублем в ворота «УКС Лодзь». Всего до конца сезона 2007/08 Кухарчик провёл 12 матчей и забил 3 гола. В следующем году в 24 встречах отметился 24 мячами. В том числе забил 5 голов 18 апреля 2009 года в матче против «УКС Лодзь».

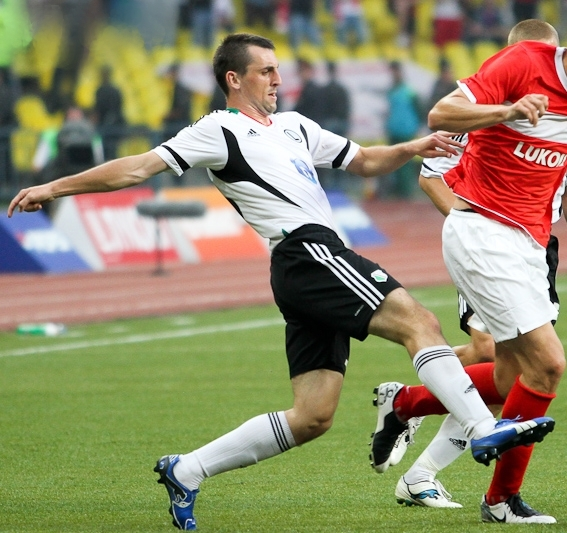
Ми́хал Куха́рчик

20 июля 2009 года нападающий подписал пятилетний контракт с варшавской «Легией», однако сразу же был отдан в аренду на год в «Свит». Перед началом сезона 2010/11 Михал возвратился в «Легию». 27 августа 2010 года дебютировал в Экстраклассе, выйдя на замену в матче против «Белхатув». 24 сентября 2010 года Михал отметился первым забитым голом в высшем футбольном дивизионе Польши. В сезоне 2010/11 Михал провёл 34 игры, забил 8 мячей. Принимал участие в финальном матче Кубка Польши, в котором его команда смогла получить титул, победив в серии пенальти «Лех».
28 июля 2011 года Кухарчик дебютировал в еврокубках в матче квалификационного раунда Лиги Европы против турецкого «Газиантепспора». В гостевом матче следующего раунда с московским «Спартаком» отметился забитым мячом, позволившим польскому клубу пройти в групповую стадию турнира. В сезоне 2011/12 нападающий отыграл 35 матчей, забил 5 мячей, вновь став обладателем Кубка Польши.
В сезоне 2012/13 Кухарчик помог «Легии» сделать «золотой дубль», приняв участие в 34 матчах и отличившись 4 раза.
В июле 2019 года перешёл в «Урал». Спустя год покинул команду.
С августа 2020 года — игрок «Погони» из Щецина.

## Карьера в сборной
Михал выступал за юношеские и молодёжные сборные Польши. 6 февраля 2011 года дебютировал в составе национальной сборной в товарищеском матче против Молдавии.
2 мая 2012 года был включён в расширенный состав сборной на домашний Чемпионат Европы, однако в окончательную заявку нападающий не попал.
18 января 2014 года отметился первым забитым мячом, отличившись в товарищеском матче со сборной Норвегии.

## Достижения
«Легия»
- Чемпион Польши (5): 2012/13, 2013/14, 2015/16, 2016/17, 2017/18
- Обладатель Кубка Польши (6): 2010/11, 2011/12, 2012/13, 2014/15 2015/16, 2017/18